# Lasianthus pauciflorus
Lasianthus pauciflorus là một loài thực vật có hoa trong họ Thiến thảo. Loài này được Wight mô tả khoa học đầu tiên năm 1846.